# New Yorks Millioner
New Yorks Millioner (originaltitel Born Rich) er en amerikansk stumfilm fra 1924 af William Nigh.

## Medvirkende
- Claire Windsor som Chadyeane Fairfax
- Bert Lytell som Jimmy Fairfax
- Cullen Landis som Jack Le Moyne
- Doris Kenyon som Frances Melrose
- Frank Morgan som Eugene Magnin
- J. Barney Sherry som Maj. Romayne Murphy
- Maude Turner Gordon
- Jackie Ott som Bugsy Fairfax
- W.H. Burton som Spinks